# 中华人民共和国能源部
中华人民共和国能源部，简称能源部，是中华人民共和国已撤销的国务院组成部门之一。存在时间仅有五年，为1988至1993年，即第七届全国人民代表大会的任期。

## 历史沿革
1987年8月，中华人民共和国国家经济体制改革委员会副主任贺光辉首次提出了撤并国务院部分部门的想法。同年10月，国务院全体会议对国务院机构改革方案进行了讨论。12月20日，中共中央决定成立能源部筹备组，由原中华人民共和国国家计划委员会分管运输和能源工作的副主任黄毅诚担任筹备组组长。
1988年3月25日至4月13日，第七届全国人大一次会议在北京人民大会堂举行。会议通过了关于国务院机构改革方案的决定，决定撤销煤炭工业部、石油工业部、核工业部，组建能源部。根据中华人民共和国国务院总理李鹏的提名，并由中华人民共和国主席杨尚昆签署主席令，任命黄毅诚担任能源部部长。5月3日，国务院任命史大桢、胡富国、陸佑楣为能源部副部长。
1988年6月22日，能源部在全国政协礼堂举行成立大会。
1993年3月15日至31日，第八届全国人民代表大会第一次全体会议在北京人民大会堂举行。会议通过了关于国务院机构改革方案的决定，决定撤销能源部，分别组建电力工业部、煤炭工业部并成立单独的石油天然气、核工业总公司。

## 职责
能源部唯一一任部长黄毅诚在成立大会上说，能源部的职责除了提高劳动生产率和经济效益以外，就是要执行“四管三不管”政策，即管政策、管行业发展规划、管监督、管服务和不直接管企业、不直接管钱、不直接管物资，做到政企分开。